# Shahāb Līlam
Shahāb Līlam (persiska: شهاب ليلم) är en ort i Iran.   Den ligger i provinsen Mazandaran, i den norra delen av landet, 170 km nordost om huvudstaden Teheran. Antalet invånare är 607.
Terrängen runt Shahāb Līlam är platt. Runt Shahāb Līlam är det ganska tätbefolkat, med 111 invånare per kvadratkilometer. Närmaste större samhälle är Sari, 8,1 km sydost om Shahāb Līlam. Runt Shahāb Līlam är det i huvudsak tätbebyggt.